# Esves-le-Moutier
Esves-le-Moutier là một xã thuộc tỉnh Indre-et-Loire trong vùng Centre-Val de Loire ở miền trung nước Pháp. Theo điều tra dân số năm 2006 của INSEE có dân số 146 người. Xã nằm ở khu vực có độ cao từ 86-132 mét trên mực nước biển.